# Los ángeles del volante
Los ángeles del volante es una comedia española estrenada en septiembre de 1957. Fue coescrita, producida y dirigida por Ignacio Iquino y protagonizada en los papeles principales por Fernando Fernán Gómez, José Isbert, José Luis Ozores, Manolo Morán, Tony Leblanc y Julia Martínez.

## Sinopsis
Juan es un taxista que ha estado a punto de atropellar a Luisa, una mujer desesperada que ha intentado suicidarse. Como la chica continua en estado de shock, decide acompañarla a una tasca donde suele acudir a cenar con sus compañeros de profesión. Entre todos ellos le contarán diversas anécdotas con casos igualmente problemáticos y difíciles con final feliz, para tratar de animarla.

## Reparto
- Fernando Fernán Gómez como	Juan.
- José Luis Ozores como Remigio.
- José Isbert como Cristóbal.
- Manolo Morán como Pepe.
- Tony Leblanc como Carota.
- Julia Martínez como Luisa.
- María Martín como Rosi.
- Trini Montero como	Lina.
- Diana Maggi como Emiliana Fernández 'Pinky'.
- Antonio Riquelme como Antonio.
- Julia Caba Alba como Teresa.
- Juan de Landa como Nicolás.
- Antonio Casas como	Manazas.
- María Isbert como Florista.
- Gustavo Re como Sustituto del Manazas.
- Roberto Camardiel como Policía.
- Rafael Hernández como Policía.
- Pilar Cansino como Bailaora.
- Ángel Ter como Representante.